# Robert Aller
Robert „Rob“ Aller (* 20. Jahrhundert) ist ein US-amerikanischer Filmproduzent und Drehbuchautor, der 1971 für einen Oscar nominiert war.

## Karriere
Aller arbeitete zwischen 1964 und 1988 für ein Autismus-Forschungsprojekt der Fakultät für Psychologie der University of California, Los Angeles (UCLA) zur Entwicklung neuer Lehrtechniken für autistische Kinder, dass er über 25 Jahre filmisch dokumentierte.
1968 entstand der Kurzfilm Why Man Creates, an dem er im Produzententeam mitarbeitete. Der Film von Saul Bass ist eine Mischung aus Animation und Realfilm und eine Meditation in acht Teilen über die Natur und den Kampf der Kreativität. Für seinen 1970 erschienenen Dokumentar-Kurzfilm A Long Way from Nowhere wurde Aller für einen Oscar in der Kategorie „Bester Dokumentar-Kurzfilm“ nominiert. Der Film stellt den Fortschritt autistischer Kinder anhand eines Beispiels mit vier Kindern vor, die über ein Jahr an einem Verhaltensänderungsprogramm des Psychologen Ivar Lovaas teilnahmen. Aller produzierte den Film mit seiner eigenen Filmproduktionsgesellschaft Robert Aller Productions.
Für den Fernsehfilm Ein Killer in der Familie war Aller am Drehbuch beteiligt und trat als Produzent auf. In dem Filmdrama  mit Robert Mitchum und James Spader überzeugt ein wegen Mordes im Gefängnis sitzender Vater, seine drei halbwüchsigen Söhne davon, dass sein Leben im Gefängnis bedroht sei und sie ihn befreien müssten. Als der Ausbruchsversuch mit Hilfe seiner Söhne gelingt, hat die Familie sich auch den Zellengenossen des Vaters, einen zweifachen Mörder, ins Haus geholt und muss erleben, dass die mörderische Verbrechensserie des Duos weitergeht, in die sie nun ebenfalls verwickelt sind.
Sein aus der Ehe mit Gloria Aller hervorgegangener Sohn litt an Schizophrenie. Ende der 1980er Jahre ließen die Eltern ihren Sohn an einer klinischen Studie der UCLA teilnehmen, was aber nach Absetzung der Medikamente zu einer deutlichen Verschlechterung führte. Die Eltern waren im Vorfeld nicht hinreichend über die Risiken der Behandlung aufgeklärt worden. Robert Aller brachte den Fall vor Gericht und erreichte, dass die UCLA nach einer Rüge durch Bundesbehörden ihre Erklärungen zu den Risiken klinischer Tests verbessern mussten.
Aller war aktives Mitglied der California Alliance for the Mentally III (CAMI).

## Filmografie (Auswahl)
- 1966: Reinforcement Therapy (Dokumentar-Kurzfilm; Produzent; wiederveröffentlicht 2001)
- 1968: Why Man Creates (Kurzfilm; Beteiligter Produzent)
- 1969: Behaviour Modification: Teaching Language to Psychotic Children (Dokumentar-Kurzfilm; Produzent)
- 1970: A Long Way from Nowhere (Dokumentar-Kurzfilm; Produzent)
- 1973: Das letzte Wort hat Tilby (The Red Pony, Fernsehfilm; Mitarbeit)
- 1982: Bass on Titles (Kurzfilm; Produktionsassistent)
- 1983: Ein Killer in der Familie (A Killer in the Family, Fernsehfilm; Vorlage, Produzent)
- 1988: Behavioral Treatment of Autistic Children (Dokumentarfilm, Produzent, Schnitt, Regie)[9]

## Auszeichnung
- 1971: Nominierung für den Oscar in der Kategorie „Bester Dokumentar-Kurzfilm“ für und mit A Long Way from Nowhere[10]